# Tamás Egerszegi
Tamás Egerszegi (sinh 2 tháng 8 năm 1991) là một tiền vệ bóng đá Hungary hiện tại thi đấu cho Vasas SC.

## Danh hiệu
Diósgyőr
- Cúp liên đoàn Hungary (1): 2013–14